# Schneppsiefen

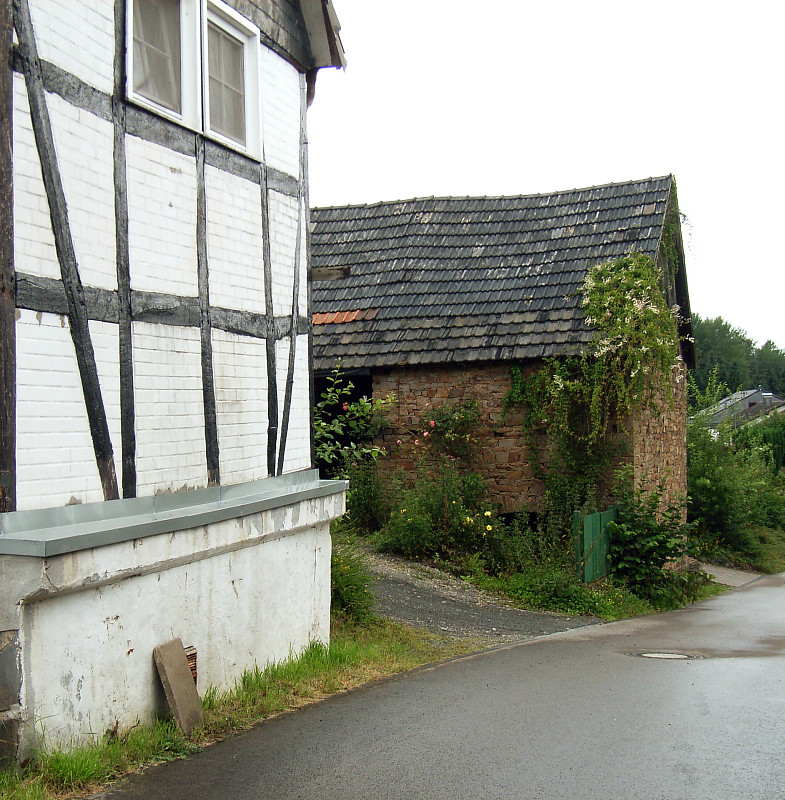
Fachwerkhaus und Scheune in Schneppsiefen

Schneppsiefen ist ein Ortsteil von Gummersbach im Oberbergischen Kreis im südlichen Nordrhein-Westfalen, Deutschland.

## Lage und Beschreibung
Schneppsiefen liegt etwa 10,6 km vom Stadtzentrum Gummersbach entfernt und grenzt an die Gemeinde Engelskirchen.

## Geschichte

### Erstnennung
1575 wurde der Ort mit seiner Verzeichnung auf der Arnold-Mercator-Karte erstmals urkundlich erwähnt (Schreibweise der Erstnennung: Im Schneppenseiffen).